# Conte palatino
Conte palatino (latino: comes palatii) era il titolo associato ad una delle più illustri cariche dell'Alto Medioevo nei regni dei Franchi o da essi derivati; esso perse gradatamente d'importanza nei secoli fino a divenire, soprattutto nel XV secolo, una merce di scambio utilizzata dagli imperatori nei confronti dei propri vassalli per far cassa.
Il nome di Conte Palatino sembra originario dal titolo di "Conte del Palazzo", ovvero del "Sacro Palazzo", dei sovrani franchi, dove questo titolo rimase in uso sino al VI secolo. Successivamente il titolo passò in Italia a seguito della conquista effettuata da Carlo Magno nel 773-774.
Nel Regno d'Italia il conte palatino risiedeva nel palazzo Reale  di Pavia, sovrintendeva ai placiti (quando il re era assente), amministrava l'alta giustizia in tutto il regno, creava notai, giudici e "avvocati". La mansione del Conte Palatino era di giudicare tutte le cause giunte in appello al tribunale del sovrano, e portare poi a conoscenza del Re soltanto quei giudizi che riteneva importanti.
Il Conte Palatino, in epoca più antica, era uno solo, ma sotto Ludovico il Pio se ne ricordano due contemporanei (Gebuinus et Ruodbertus). Successivamente la divisione tra i popoli e la moltiplicazione dei regni costrinsero alla creazione di più personalità con detta carica.
Forse il primo Conte di Palazzo in Italia è a Pistoia, nell'812, tale Echergum Comintem Palatii; nell'814 è invece attestato a Spoleto un "Hebroardo".

## Storia

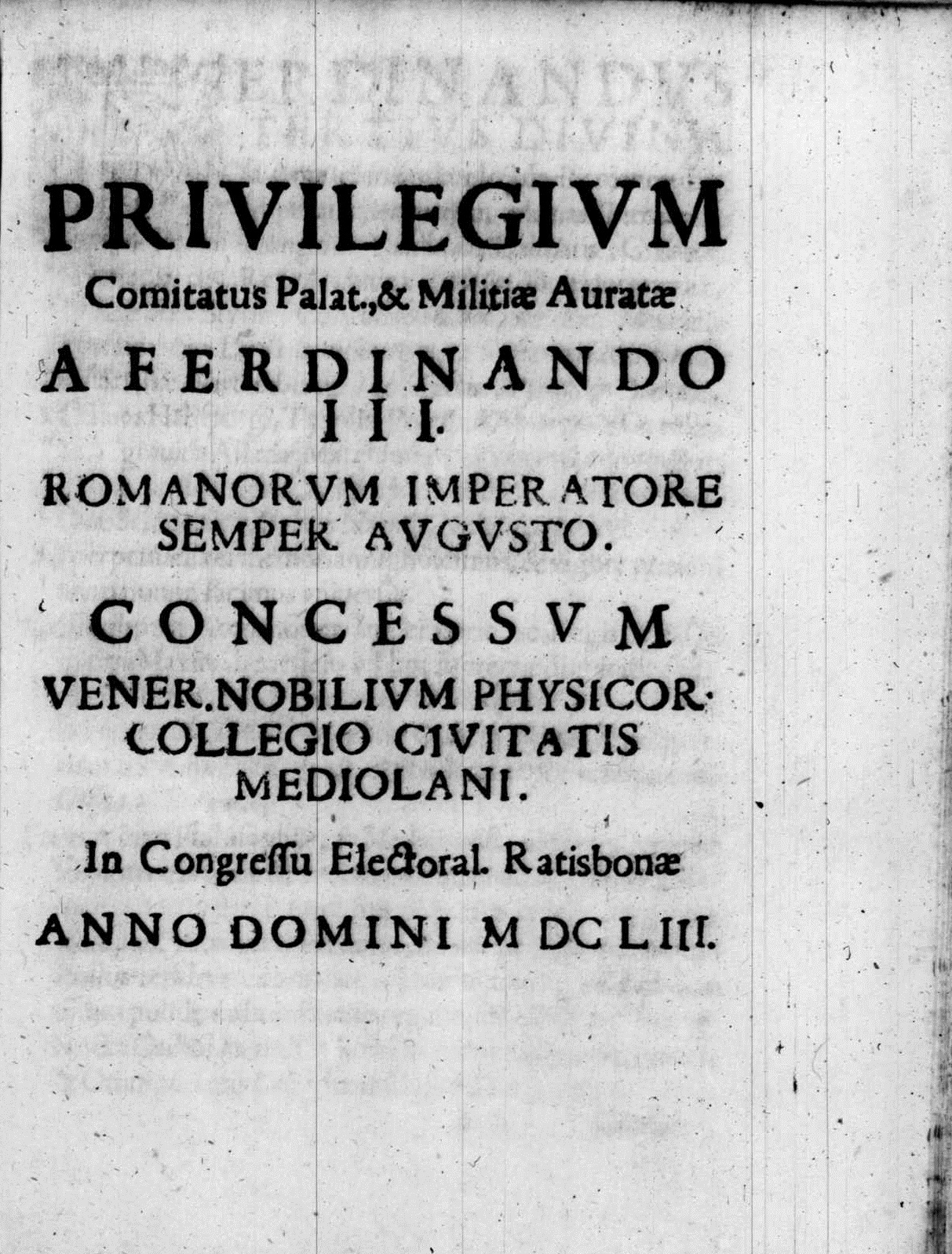
Ferdinando III d'Asburgo, Privilegium comitatus palatinus et militiae auratae, 1653

Alla corte di Carlo Magno era il titolo attribuito, almeno nella leggenda, ai suoi cavalieri più fidati, detti familiarmente, con lieve corruzione linguistica, "paladini".
In Italia aveva particolare importanza il conte del sacro palazzo di Pavia, capitale del Regno italico. Dall'XI secolo, il romano pontefice iniziò a nominare un Collegio di Comites Palatini. Questi, scelti tra i più fedeli vassalli di Santa Romana Chiesa, avevano il compito di difendere il Papa e la Curia romana. Avevano sede nel Palazzo Apostolico venendo perciò anche detti conti del Sacro Palazzo Lateranense.
Nel corso del Basso Medioevo il titolo di conte palatino assume significati molto diversi da una nazione all'altra. Nella Germania medievale c'era un conte palatino per ogni ducato, che fungeva da vicario dell'Imperatore. Tuttavia la carica lentamente scomparve. Infine, l'unico conte palatino a rimanere importante fu il Conte Palatino del Reno, che con la Bolla  d'oro del 1356 divenne uno dei principi elettori. Il suo stato fu annesso alla Francia da Napoleone.
Anche nel Regno di Borgogna, poi incorporato nel Sacro Romano Impero, restò per tutto il medioevo il titolo di conte palatino di Borgogna, che governava pressappoco l'odierna Franca Contea. Questa passò alla casa capetingia di Borgogna e poi, per via femminile, agli Asburgo insieme ai Paesi Bassi. 
Nell'Inghilterra medioevale avevano titolo di contee palatine due contee di confine con il Galles: Chester e Flint.
Il titolo fu usato in Polonia per indicare i governatori delle regioni, nominati dal re fra i magnati locali.
In Ungheria il conte palatino era, dal secolo XVII fino al 1848, il viceré che governava per conto degli Asburgo. Era conte palatino il Wesselényi, che fu implicato nella Congiura dei magnati intorno al 1670. La carica fu poi spesso ricoperta da membri della famiglia Esterhazy di Galantha, che proprio in quella occasione prese partito per gli Asburgo, ottenendo di diventare la principale famiglia del paese.

## Diritto

### Italia
Il titolo nobiliare di conte palatino ha avuto diverso valore giuridico nelle varie epoche e nelle varie aree geografico-politiche della penisola. In età basso-medioevale e moderna, perdurante il Sacro Romano Impero germanico e la sua sovranità "nominale" sul nord Italia il titolo assunse diversi gradi di efficacia; nel XIV sec. accadde che l'imperatore concesse il titolo di conte palatino pienamente ereditabile ad una famiglia della nobiltà civica di Novara di origine tortonese appoggiandolo sul solo cognome, quindi senza feudo; nel '200 e nel '300 furono invece conti palatini i Conti di Santa Fiora allorquando tale contea era feudo diretto del Sacro Romano Imperatore. Il titolo di Conte palatino concesso nel Sacro Romano Impero o dal Papa si considerava sempre promanante dalle massime sovranità temporale o spirituale, anche quando era concesso "per delegazione" (cioè mediante delegati dell'Imperatore o del Papa). Il Regno d'Italia, con gli Ordinamenti nobiliari del 1929 e del 1943, riconosce al titolo di conte palatino (ad vitam/ad personam concesso da legati) il solo valore personale e non gentilizio, come, del resto, era andato già così caratterizzandosi in ambito preunitario e pontificio. Riconosciuti, invece, come titolo gentilizio, il Palatinato concesso per collazione diretta dai pontefici, in forma perpetua. Il Sovrano militare ordine di Malta riconosce nobiltà generosa al palatinato solo se concesso con la Milizia Aurata che la certifica, essendo titolo di rango e nobilitante. Diversa la questione della Milizia Aurata, rispetto al palatinato, nonostante siano stati titolo nobiliare palatino lateranense, il primo, e titolo gentilizio palatino lateranense, la seconda; il Titolo Equestre Aurato o Speron d'Oro o Milizia Aurata, solitamente personale, ma dal valore gentilizio (gentilizio nei presupposti pretesi e, quindi, negli esiti, nobiltà ereditaria), nonché titolo di nobilitazione della Santa Sede fino al 1841, concesso analogamente, dai legati ed enti pontifici con delega e dai pontefici, e con identico valore giuridico (rifondazione e riforma di Gregorio XVI del 1841).
La Repubblica Italiana non riconosce i titoli nobiliari, pertanto, dopo l'entrata in vigore della Costituzione italiana nel 1948, il titolo di conte palatino, come gli altri titoli nobiliari, non ha effetti civili né riconoscimenti giuridici.

## Associazioni e Ordini cavallereschi
Va ricordata anche l'antica tradizione che vuole i cavalieri dell'Ordine equestre del Santo Sepolcro di Gerusalemme insigniti, ove non lo fossero, anche della nobiltà "personale" legata al titolo di Conte Palatino, o del Sacro Palazzo Lateranense. Lo stesso vale per i Confratelli della Venerabile Arciconfraternita Vaticana di Sant'Anna de' Parafrenieri.